# Wendell Bryant
Wendell Bryant (Minneapolis, 12 settembre 1980) è un ex giocatore di football americano statunitense che ha militato nel ruolo di defensive tackle nella National Football League (NFL) e nella United Football League (NFL).

## Carriera

### Arizona Cardinals
Al college Bryant giocò a football a Wisconsin, venendo premiato per due volte come defensive lineman dell'anno della Big Ten Conference. Nel Draft NFL 2002 fu selezionato come dodicesimo assoluto dagli Arizona Cardinals. Vi giocò per tre stagioni finché nel 2005 fu sospeso per tutta la stagione per avere ripetutamente fallito dei test antidoping, non facendo più ritorno nella lega.

### Las Vegas Locomotives
Bryant fu scelto nel draft dai Las Vegas Locomotives della United Football League e firmò il 5 agosto 2009. Fu inserito in lista infortunati il 19 novembre 2009.

### Omaha Nighthawks
Nel 2010 Bryant disputò un'ultima stagione nel football professionistico con gli Omaha Nighthawks della UFL, prima di ritirarsi.